# Verband Deutscher Werkzeug- und Formenbauer
Der Verband Deutscher Werkzeug- und Formenbauer e. V. (VDWF) ist der Industrieverband der Unternehmen der Werkzeug- und Formenbau-Branche. Er wurde im Jahr 1992 im schwäbischen Schwendi gegründet. Unternehmer aus dem Werkzeug-, Modell- und Formenbau-Umfeld gründeten den Verband, der zunächst regional im süddeutschen Raum aktiv war. Heute hat der Verband über 500 Mitgliedsunternehmen und ist international vernetzt. Seit 2019 ist der VDWF Mitglied des Werkzeugbau-Weltverbands ISTMA.

## Organisation
Der VDWF ist ein eingetragener Verein mit Sitz in Schwendi. Die Vorstandsmitglieder werden jeweils während der Jahreshauptversammlung für eine Amtszeit von drei Jahren gewählt. An der Spitze des Verbands stehen derzeit als Präsident Thomas Seul, Professor an der Hochschule Schmalkalden, Fakultät Maschinenbau, und als Vize-Präsident Anton Schweiger, Geschäftsführer Schweiger Formenbau in Uffing am Staffelsee. Weitere Vorstandsmitglieder sind Kathrin Schumacher, Lars Neitzel und Andreas Rauchenberger. Hauptamtlicher Geschäftsführer ist Ralf Dürrwächter.
Präsidenten des VDWF waren seit der Gründung 1992:
- 1992 – 2010: Thomas Garbrecht
- ab 2010: Thomas Seul

Geschäftsführer des VDWF waren seit der Gründung 1992:
- 1994 – 2000: Dieter Döttling
- 2000 – 2003: Rolf Helle
- 2003 – 2013 Willi Schmid
- 2013 – 2017: Heiko Semrau
- ab 2015: Ralf Dürrwächter

Der VDWF verfügt über drei Standorte. Die Hauptgeschäftsstelle des Verbands befindet sich in Schwendi. Dort sitzen der VDWF-Geschäftsführer und vier weitere Mitarbeiter. Die Außenstelle Schmalkalden ist der VDWF-Standort für Weiterbildung. Zudem betreibt der VDWF eine Außenstelle am Kunststoff-Institut Lüdenscheid. Er kooperiert mit dem Institut und seinen Partnern bei Forschung und Ausbildung.

## Mitglieder
Der Verband zählt nach eigenen Angaben (Stand: April 2025) 507 Mitglieder. Im Jahr 2023 gab es in Deutschland rund 3800 Werkzeugbaubetriebe und -abteilungen in Unternehmen mit insgesamt etwa 54.000 Mitarbeitenden.

## Profil und Aufgaben
- Sichtbarkeit: Der VDWF vertritt die Interessen der Verbandsbetriebe gegenüber Behörden und Ministerien. Die Öffentlichkeitsarbeit des VDWF richtet sich an Entscheidungsträger in Politik und Verwaltung sowie an Nachwuchskräfte. Eines der Instrumente ist die Herausgeberschaft des Verbandsmagazins „VDWF im Dialog“. Es erscheint viermal jährlich in einer Auflage von 12 500 Exemplaren.[5]
- Begegnungsraum: Der Verband initiiert Veranstaltungen und vermittelt Kooperationen. So unterstützt der VDWF seit 2015 die Moulding Expo (Fachmesse Werkzeug-, Modell- und Formenbau) als „fachlicher und ideeller Träger“.[6] Außerdem organisiert er für seine Mitglieder Messe-Gemeinschaftsstände im In- und Ausland sowie Delegationsreisen. Begleitet werden die Termine von informellen Events.
- Technologieführerschaft: Der VDWF bietet eine Struktur für Erfahrungsaustausch und Innovationsförderung. Der Verband sieht es als seine Aufgabe an, die Kräfte und das Wissen der überwiegend kleinen und mittelständisch geprägten Unternehmen der Branche zu bündeln. Diese Tätigkeit soll den internationalen Spitzenplatz des deutschen Werkzeug- und Formenbaus erhalten.[7] Zur Verfolgung dieses Ziels wurde 2021 außerdem die Forschungsgemeinschaft Deutscher Werkzeug- und Formenbauer (FDWF) gegründet.[8]
- Aus- und Weiterbildung: Der VDWF unterstützt seine Mitglieder bei der Bewältigung gemeinsamer Aufgaben wie Aus- und Weiterbildung oder Digitalisierung. In Zusammenarbeit mit der Hochschule Schmalkalden trägt er folgende berufsbegleitenden, kostenpflichtigen Studiengänge:[9]
  - Anwendungstechniker/-in (FH) für Additive Verfahren/Rapid-Technologien
  - Projektmanager/-in (FH) für Werkzeug- und Formenbau
  - Angewandte Kunststofftechnik (M.Eng.)
  - Maschinenbau und Management (M.Eng.)
  - Informatik und IT-Management (M.Sc.)
  - Elektrotechnik und Management (M.Eng.)

## Geschichte
Am 5. November 1992 gründeten 18 Unternehmen den VDWF mit dem Ziel, die überwiegend kleinen und mittelständischen Firmen des Werkzeug- und Formenbaus im globalen Wettbewerb zu unterstützen und die in allen Bereichen sehr traditionell geprägte Branche zu modernisieren. Die Werkzeug- und Formenbauer hatten in dieser Periode mit der Konkurrenz aus Osteuropa sowie dem liberalisierten EU-Binnenmarkt zu kämpfen. Seit Februar 2003 ist der VDWF ein rechtskräftiger Verein. Im Jahr 2017 feierte der Verband sein 25-jähriges Bestehen. Die Festrede hielt der baden-württembergische Ministerpräsident Winfried Kretschmann. Ein Jahr später wurde der VDWF beim Wettbewerb „Verband des Jahres“ ausgezeichnet, der von der Deutschen Gesellschaft für Verbandsmanagement organisiert wird. In der Kategorie „Reform und Management“ belegte der VDWF den zweiten Platz. Das Verbandsmagazin „VDWF im Dialog“ gewann 2019 den vom „Verbändereport“ ausgelobten mediaV-Award 2019 als „Beste Verbandszeitschrift“. 2025 wurde es mit dem German Brand Award in der Kategorie „Excellence in Brand Strategy and Creation“ ausgezeichnet.